# Maria Grinberg

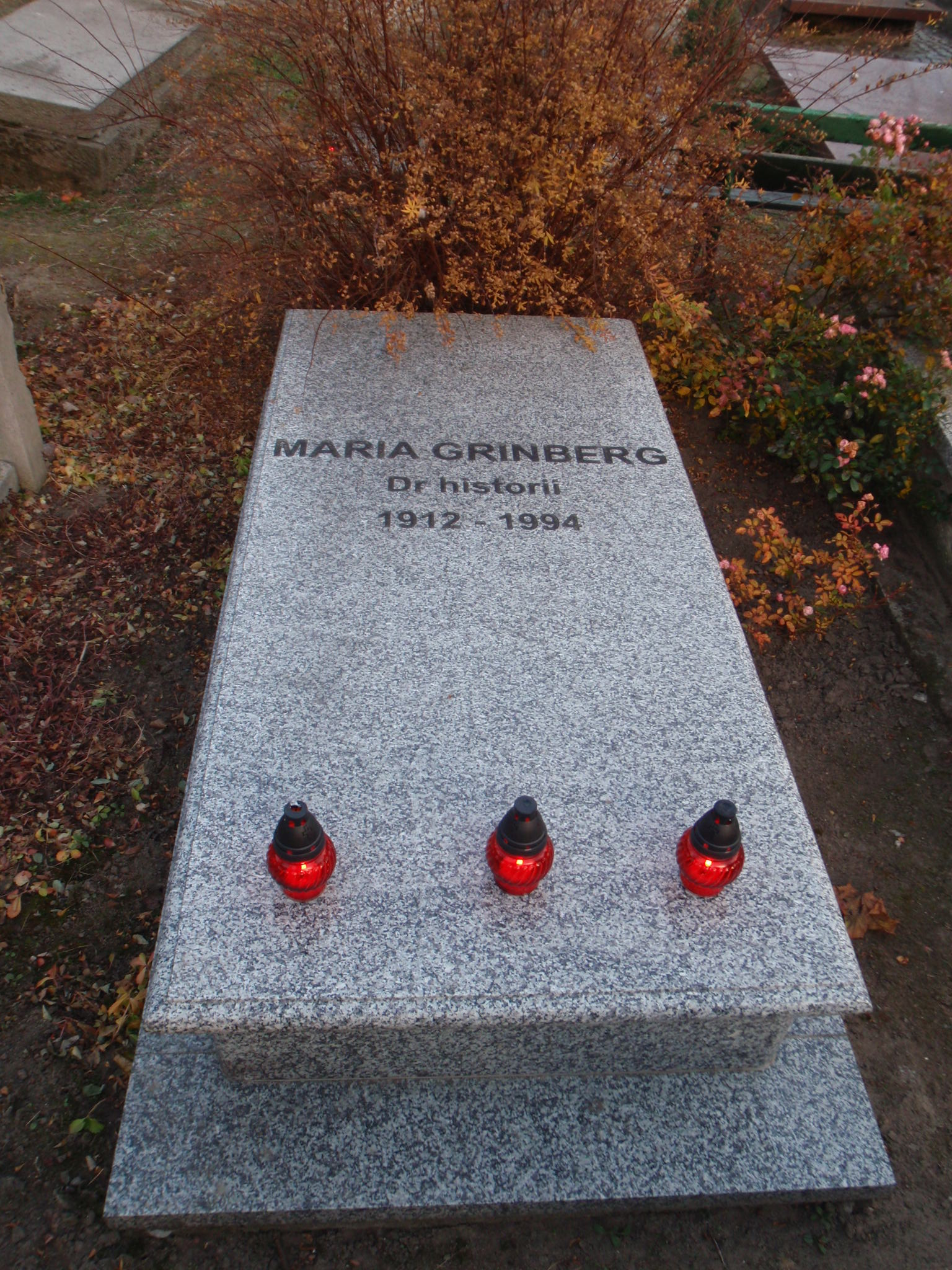
Grób Marii Grinberg na cmentarzu żydowskim w Warszawie

Maria Grinberg (ur. 1912, zm. 24 lipca 1994 w Warszawie) – polska historyk żydowskiego pochodzenia, wieloletni pracownik naukowy Żydowskiego Instytutu Historycznego, specjalizująca się w życiu politycznym Żydów w II Rzeczypospolitej.
Pochowana jest na cmentarzu żydowskim przy ulicy Okopowej w Warszawie (kwatera 2).